# Kubova Huť
Kubova Huť là một làng thuộc huyện Prachatice, vùng Jihočeský, Cộng hòa Séc.